# Rafa Gómez
Rafael Gómez Company (Moncada, Valencia, España, 5 de enero de 1974) es un futbolista español hoy retirado. Jugaba como portero y se retiró en 2004 tras una lesión en su dedo pulgar.

## Clubes
| Club             | División         | País   | Temporada  | Partidos |
| ---------------- | ---------------- | ------ | ---------- | -------- |
| Valencia CF "B"  | Segunda B        | España | 1994- 1995 | 30       |
| Valencia CF      | Primera División | España | 1995- 1996 | 0        |
| Racing de Ferrol | Segunda B        | España | 1996- 1997 | 16       |
| SD Compostela    | Primera División | España | 1996- 1997 | 16       |
| SD Compostela    | Primera División | España | 1997- 1998 | 18       |
| SD Compostela    | Segunda División | España | 1998- 1999 | 18       |
| SD Compostela    | Segunda División | España | 1999- 2000 | 18       |
| SD Compostela    | Segunda División | España | 2000- 2001 | 28       |
| SD Compostela    | Segunda B        | España | 2001- 2002 | 27       |
| Levante UD       | Segunda División | España | 2001- 2002 | 10       |
| Levante UD       | Segunda División | España | 2002- 2003 | 34       |
| Lorca Deportiva  | Segunda B        | España | 2003- 2004 | 37       |
| Lorca Deportiva  | Segunda B        | España | 2004- 2005 | 2        |

- Datos: Q11944419